# ولینجق
ولینجق یکی از روستاهای استان آذربایجان شرقی است که در دهستان دیزجرود شرقی بخش قلعه‌چای شهرستان عجب‌شیر واقع شده‌است.و این روستا در هفت کیلومتری شهرستان عجب‌شیر واقع‌ شده هست.

جمعیت این روستا بر پایهٔ نتایج سرشماری عمومی نفوس و مسکن سال ۱۳۸۵ خورشیدی، برابر با ۵۰۹ نفر بوده‌است.
ولینجق برخی از آثار باستانی نظیر تپهٔ ولینجق، پل طلایی(گیزیل‌کیپی)، کتیبهٔ اورارتویی و روستای مدفون چوچری را در خود جای داده‌است.